# 훠선산 의원
훠선산 의원(중국어 간체자: 火神山医院, 정체자: 火神山醫院, 병음: Huǒshénshān Yīyuàn)은 중국 후베이성 우한시 차이뎬구에 소재한 야전병원이다. 코로나19 범유행에 대응하기 위해 2020년 1월 23일부터 2월 2일까지 건설이 진행되었다. 의원은 건설 완료 후 인민해방군의 관할권과 관리하에 운영된다. 두 번째 야전병원인 레이선산 의원도 같은 모델을 사용하여 시공을 시작했으며 2월 6일에 개원하였다.

## 역사
2020년 1월 23일, 굴착기 35대와 불도저 10대를 비롯한 건설 기계가 현장에 도착했다. 신규 병원은 조립식 건물로 도시 외곽에 위치한 호수가 인근에 건설 중이며 1000개의 병상이 들어갈 예정이다.
1월 24일, 중국 전체 확진자수가 875명이 되었다. 전염병은 백만명당 확진자수로 계산하는데, 중국은 인구 12억명이어서 1200명의 확진자가 나오면 100만명에 1명이 된다. 875명이면 0.73 정도 된다.
1월 25일, 우한 훠선산에 1000개의 병상을 갖춘 2만 5천 제곱미터 규모의 응급 병원을 짓기 시작했는데, 완공 목표 기간은 6일이다. 하루 24시간 공사를 하고 있다. 지난 2003년 사스 당시 베이징 외곽 샤오탕산에 천개 병상 짜리 병원을 일주일 만에 만든 전례를 따랐다.
1월 25일, 인민해방군 소속 육, 해, 공군의 의무대학들이 3개 팀 450명의 의료진을 우한 지역의 각 병원에 투입했다.
2월 5일, 사람 간의 접촉을 최소화할 수 있는 무인 슈퍼가 문을 열었다. 구조대원과 의료진들이 이용하게 된다.
2월 27일, 우한(武漢) 훠선산(火神山)병원이 전한 소식에 따르면 20일 동안 의료진의 과학적인 치료와 정성 어린 보살핌을 거쳐 코로나19 환자 76명이 퇴원했다.

## 논란
천장에서 비가 새는 영상이 공개되면서 10일 만에 완공한 것은 날림공사가 아니냐는 지적이 이어졌다.

## 같이 보기
- 레이선산 의원